# Gryon helavai
Gryon helavai är en stekelart som beskrevs av Lubomir Masner 1979. Gryon helavai ingår i släktet Gryon och familjen Scelionidae. Inga underarter finns listade i Catalogue of Life.